# Medinilla ferruginea
Medinilla ferruginea är en tvåhjärtbladig växtart som beskrevs av Elmer Drew Merrill. Medinilla ferruginea ingår i släktet Medinilla och familjen Melastomataceae. Inga underarter finns listade i Catalogue of Life.